# Gare de Sakurambo-Higashine
La gare de Sakurambo-Higashine (さくらんぼ東根駅, Sakurambo-Higashine-eki) est une gare ferroviaire de la ville de Higashine, dans la préfecture de Yamagata au Japon. Elle est exploitée par la compagnie JR East.

## Situation ferroviaire
La gare est située au point kilométrique (PK) 108,1 des lignes Shinkansen Yamagata et Ōu.

## Histoire
La gare a été inaugurée le 4 décembre 1999 pour l'ouverture du prolongement de la ligne Shinkansen Yamagata.

## Service des voyageurs

### Accueil
La gare dispose d'un bâtiment voyageurs, avec guichets, ouvert tous les jours.

### Desserte
- Ligne Shinkansen Yamagata :
  - voie 1 : direction Yamagata, Fukushima et Tokyo
  - voie 2 : direction Shinjō
- Ligne principale Ōu (Ligne Yamagata) :
  - voie 1 : direction Yamagata
  - voie 2 : direction Shinjō